# Etlingera cevuga
Etlingera cevuga är en enhjärtbladig växtart som först beskrevs av Berthold Carl Seemann, och fick sitt nu gällande namn av Rosemary Margaret Smith. Etlingera cevuga ingår i släktet Etlingera och familjen Zingiberaceae. Inga underarter finns listade i Catalogue of Life.